# Jean-François Revel
Jean-François Revel, född 24 januari 1924 i Marseille, död 30 april 2006 i Le Kremlin-Bicêtre, var en fransk filosof, journalist och författare. Han innehade stol 24 i Franska Akademien från 1998 till sin död.
Revel var socialist i sin ungdom, men han blev senare förespråkare för klassisk liberalism och den fria marknaden. Revel är särskilt känd för boken Ni Marx, ni Jésus: de la seconde révolution américaine à la seconde révolution mondiale, vilken han publicerade år 1970. I boken prisar han den amerikanska revolution som han beskriver och analyserar. Därmed bröt Revel med antiamerikanism som florerade bland många andra franska intellektuella.
Revel myntade begreppet "la tentation totalitaire" ("den totalitära frestelsen"), vilken han menade präglade det franska intellektuella livet efter år 1945. Denna frestelse kom från franska kommunistpartiet och marxismen och kännetecknade Jean-Paul Sartre och kretsen kring tidskriften Les Temps Modernes.